# Æthelthryth
Æthelthryth, död 679, var drottning av Northumbria 670-672, gift med kung Ecgfrith av Northumbria. Hon vördas som helgon av katolska kyrkan. 
Hon avlade ett löfte om celibat och vägrade fullborda äktenskapet. Hon lyckades övertala kyrkan att stödja henne mot hennes make, lämnade honom och bosatte sig i ett kloster, och blev abbedissa av Ely. 